# Uri jib-e wae wanni?
Uri jib-e wae wanni? (우리집에 왜 왔니?), noto anche con i titoli internazionali Why Did You Come to My House? e On the Way Home, è un film del 2009 scritto da Kim Ji-hye e diretto da Hwang Su-a.

## Trama
Byeong-hee, dopo la morte della moglie, è caduto in depressione e si è ritrovato quasi sull'orlo della follia; Su-jang è invece una ragazza estremamente comune, ancora ossessionata dal suo precedente fidanzato, che continua a stalkerare da dieci anni. Per avere una visuale migliore della casa del suo ex, la giovane decide di entrare in casa di Byeong-hee, proprio mentre l'uomo stava per impiccarsi: i due si innamorano, e riescono anche a "guarirsi" reciprocamente.

## Distribuzione
In Corea del Sud la pellicola è stata distribuita a livello nazionale dalla Lotte Entertainment, a partire dal 9 aprile 2009.